# Localização do armazém
O problema da localização do armazém, warehouse location problem ou discrete plant location problem (em inglês), é um caso especial do problema generalizado da n-mediana.
A localização do armazém deve ser resultado de uma análise de sensibilidade custo versus serviço. Apresentam também especial importância os seguintes aspectos:
- O armazém principal de um fabricante, deve estar localizado o mais próximo possível da maior instalação produtiva, isto para que a comunicação e cooperação entre estes dois seja facilitada;
- O armazém ou centro de distribuição deve estar próximo, tanto dos actuais, como de futuros potenciais clientes e pontos de venda.
- Se a estratégia for assegurar a posição relativa da empresa num determinado mercado, o armazém deve estar localizado centralmente em relação a esse mercado actual, já no caso da estratégia passar pela conquista de novos mercados, o armazém deve ser localizado centralmente em relação a esses futuros mercados.